# Román–magyar irodalmi kapcsolatok
Román–magyar irodalmi kapcsolatok – Két szomszédos vagy együtt élő nép irodalma közt természetszerűleg kölcsönhatás alakul ki, ennek tudatosítása, ápolása, elősegítése, a két nép irodalmi hagyományainak megismertetése rendszeres irodalmi kapcsolatokhoz vezet. Ezeket adott esetben pozitívan vagy negatívan befolyásolhatják a politikai és hatalmi erőviszonyok, a két népet elválasztó államhatár változásai.

## Előzmények
A román-magyar irodalmi kölcsönhatások a reformáció koráig, Balassi Bálint költészetéig vezethetők vissza, s különösen gazdagok a folklór területén. Ezekkel az összehasonlító irodalomtudomány foglalkozik. A tudatos kapcsolatépítés az 1848–49-es forradalom és szabadságharc utolsó szakaszában (Cezar Bolliac, Nicolae Bălcescu), majd leverése után kezdődik. Ács Károly Pesten román népköltészeti antológiát jelentet meg (1858), Iosif Vulcan szerkesztésében ugyancsak Pesten megindul a Familia c. kulturális-irodalmi hetilap, mely a magyar irodalmat is tolmácsolja és ismerteti. Ugyanakkor a havasalföldi emigráns magyarok Koós Ferenc lelkész körül tömörülve kiadják az első külföldi magyar hírlapot, a Bukaresti Magyar Közlönyt (1860), s még több hosszabb-rövidebb életű lapot jelentetnek meg, elindítva ezzel Bukarest magyar irodalmi életét. A kapcsolatok az 1870-es évektől élénkülnek meg műfordítások, antológiák, tankönyvek révén. 1877-ben a Kisfaludy Társaság kiadásában megjelenik a Román népdalok c. kötet, majd kibontakozik Alexics György, Şt. O. Iosif, Márki Sándor, Moldován Gergely, Révai Károly, Iosif Vulcan műfordítói, irodalomismertetői munkássága.
Már a 20. század elején Bartók Béla román népdalgyűjtését a Román Akadémia adja ki (1913). 1885-ben Szamosújváron, 1908-ban Nagyszebenben román nyelvű magyar irodalomtörténet jelenik meg iskolai használatra, 1911-ben Brassóban a magyar irodalom román antológiáját is kiadják. Megkezdődnek a színházi kapcsolatok: 1840-ben és 1860-ban magyar zenés társulat lép fel Bukarestben, 1870-ben Matei Millo együttese egy erdélyi és bánsági körút keretében Kolozsvárt is vendégszerepel.

## 1918 után
Az első világháborút követő hatalmi változások nyomán mind az erdélyi magyarság, mind pedig a románság részére létfontosságúvá vált a kölcsönös ismerkedés, az irodalmi-művelődési hagyományok alaposabb feltárása. Ezek két fő úton történtek: műfordítások és antológiák segítségével, valamint az értekező próza, előadások, tanulmányok szintjén. Közvetítő szerepet vállaltak ebben hosszabb-rövidebb ideig egyes társaságok, folyóiratok, valamint színházak, színtársulatok is.
A műfordítások, prózai tolmácsolások terén ebben az időszakban semmilyen tervszerűség sem mutatható ki, a fordítások minősége is ritkán éri el a művésziség szintjét. Megszólal románul önálló kötetben Vörösmarty Mihály (1929) és Ady Endre (1930) költészete, Szabó Dezső (1931) és Jókai Mór (1933) egy-egy regénye, Mihai Eminescu (1934, 1939), Vasile Alecsandri (1935), Aron Cotruş (1936), Octavian Goga (1938) verses hagyatéka, illetve Vlahuţă (1924), P. Istrati (1926) és Liviu Rebreanu (1938) prózája magyar nyelven. Körülbelül 20 román drámát is lefordítanak. Kádár Imre öt sikeres tolmácsolása a PEN Club megbízásából az Erdélyi Helikon gondozásában jelenik meg 1934-ben Budapesten a Román drámaírók könyvtárát alkotva (Ion Luca Caragiale, Octavian Goga, Victor Eftimiu, Ion Minulescu, Mihail Sadoveanu darabjaival). Magyar mű igazán művészi szintű tolmácsolásának román részről csak Octavian Goga Madách Imre: Az ember tragédiája című művének fordítását (1934) tekinthetjük.
Az antológiák kevés kivétellel egy-egy műfordító munkássága, ügyszeretete révén keletkeztek. Így Keresztury Sándor elkészítette az Új román költők antológiáját (Nagyvárad, 1922), Fekete Tivadar előbb a kortárs költészetből (Szerelmes kert. Arad, 1924), azután a régebbiből (Klasszikus kert. Kolozsvár, 1930) tett közzé válogatást. Kiss Piroska román költészeti tolmácsolásainak az Átültetett virágok (Kolozsvár, 1925) címet adta. Az Erdélyi Helikon jelentette meg Kádár Imre fordításait a román népköltészetből A havas balladái (Kolozsvár, 1932) címmel. A Vajda János Társaság kiadásában jelent meg Budapesten Szemlér Ferenc Mai román költők (1940) c. lírai antológiája. A teljes román költészetet átfogó, valóban igényes összeállítás román minisztériumi támogatással Bitay Árpád munkájaként készült el, Műfordítások román költőkből (Kolozsvár, 1928) címmel, ez huszonnégy költő 72 versét tartalmazza 16 fordító átültetésében. Román részről szerényebb eredmények születtek. Iustin Ilieşu Laura (Nagyvárad, 1922) címmel 22 magyar költő 64 versét adta közre saját tolmácsolásában. Ioan Lupu 9 erdélyi prózaíró elbeszéléseiből állított össze antológiát (Povestitori unguri ardeleni. 1929), Octavian Şireagu az új erdélyi lírából válogatott (Noua lirică ardeleană. Kolozsvár, 1935); az e kötetben bemutatott 25 költőből hét magyar. Octavian Şireagu 1937-ben összeállított egy 18 magyar költőt szerepeltető román antológiát is, de ez nem került sajtó alá. Hasonlóképpen az Erdélyi Helikon és az ESZC 1938-ban tervbe vett magyar nyelvű román prózai antológiája sem készült el.
A kapcsolatok tudományos kutatásának kezdeményezője és két világháború közti legkiemelkedőbb egyénisége Bitay Árpád volt. Ő életcéljának tekintette felhívni a közvélemény és a szakemberek figyelmét a román-magyar történelmi-irodalmi érintkezésekre, kölcsönhatásokra. Tanulmányokat, jegyzeteket írt, előadásokat tartott, fordított. Úttörő jellegű volt 1922-ben Gyulafehérváron megjelentetett, magyar szempontok figyelembe vételével megírt kötete, A román irodalomtörténet összefoglaló áttekintése, amelyet románra is lefordított (Kolozsvár, 1924). Korszükségletet elégített ki Rövid román nyelvtana (Kolozsvár, 1923). Ezek ismeretében hívta meg őt Nicolae Iorga a Vălenii de Munte-i szabadegyetemre, ahol 15 éven át magyar irodalom- és művelődéstörténeti előadásokat tartott román nyelven. Több novella, színdarab mellett ő fordította románra Kristóf Györgynek a minisztérium megbízásából írt Jókai-monográfiáját (Mauriciu Jókai. Kolozsvár, 1925), magyar nyelv- és irodalomtörténetét (Istoria limbii şi literaturii maghiare. Kolozsvár, 1934), valamint az előbbi függelékeként öt Jókai-elbeszélést. Kristóf György, az irodalmi kapcsolatok másik tudós építője hosszabb-rövidebb dolgozatai közül kiemelkedik a Transilvania, Banatul, Crişana, Maramureşul 1918-1928 (1929) c. reprezentatív kiadvány számára írt, az erdélyi magyarság irodalmi életét bemutató értekezése (Zece ani de viaţă literară a ungurimii din Ardeal), melynek utolsó fejezetét a magyar-román irodalmi kapcsolatoknak szenteli. Ugyanő tanulmányban elemzi Octavian Goga Az ember tragédiája-fordítását (Irodalomtörténet 1935/3-4) és Kibédi Sándor Mihai Eminescu-tolmácsolásait (Kolozsvár, 1935. ETF 74). Figyelemre méltó a Glasul Minorităţilor c. folyóiratban (1926/7-8), majd a Magyar Kisebbségben (1926/14) megjelent tervezete, melyet az EIT megbízásából dolgozott ki, s mely szerint a Társaság kellő minisztériumi támogatás esetén lírai antológiát, a reprezentatív román írók tízkötetes magyar sorozatát, román szerzők magyar, magyar szerzők román olcsó könyvtár-típusú köteteit s kölcsönösen monográfiákat adna ki. Ezekből azonban csak a Bitay-féle 1928-as antológia valósult meg.
Kristóf György mint a kolozsvári egyetem magyar professzora tanítványait is a kapcsolatkutatásra ösztönözte. Így Ion Chinezu nála írt disszertációja (Aspecte din literatura maghiară ardeleană 1919-1929. Kolozsvár, 1930) a kialakuló új erdélyi magyar irodalom egyik első román nyelvű áttekintése, Veégh Sándor pedig Petőfi a románoknál (Csíkszereda, 1934) címmel írt doktori értekezést. Román nyelven még Józsa János és Avram P. Todor tett közzé az 1930-as években figyelemre méltó kapcsolattörténeti dolgozatokat.
1931-1935 között Bukarestben jelent meg a történész Veress Endre alapvető könyvészeti munkája: Bibliografia română-ungară (=Román-magyar bibliográfia), melynek három kötete négy évszázad adatait dolgozza fel.
Az 1940-es évek első felében különösen Tamás Lajos (A román műveltség magyar gyökerei. Budapest, 1941) és Gáldi László tanulmányai vágnak a témakörbe. Gáldi a Magyar-román szellemi kapcsolatokról (Budapest, 1942) jelentet meg dolgozatot, majd Kolozsvár szerepét vizsgálja a magyar-román művelődési kapcsolatokban (Hitel, 1942/9); kiadja Samuel Micu-Klein 1801-es Dictionarium Valachico-Latinum c. kéziratos szótárát (1944); végül a Deér Józseffel együtt szerkesztett Magyarok és románok (Budapest, 1943-44) c. szintézis második kötetében Ioan Baractól kezdve Octavian Gogáig terjedően veszi számba az érintkezéseket és kölcsönhatásokat.
Az 1920-as években induló erdélyi magyar és román folyóiratok többsége figyelemmel követi és támogatja az irodalmi kapcsolatok kialakulását, az együttélés pozitív megnyilvánulásait. A kolozsvári Napkelet és a Gândirea (1921-22) ilyen irányú cikkei után különösen a nagyváradi Cele trei Crişuri (1920-44) kezdeményezései jelentősek. A főszerkesztő, George Bacaloglu vezetésével működő Hármas-Körös Művelődési Egyesület egyik fő célkitűzése volt a kapcsolatok ápolása. A folyóirat 1922-ben körkérdést intézett számos értelmiségihez arról, hogy lehetséges-e az őszinte közeledés románok és magyarok között. Elsőként Benedek Elek, majd még hat magyar író és politikus válaszát közlik. E folyóirat támogatásával indult George Bacaloglu igazgatása alatt a George A. Petre, Keresztury Sándor, valamint Salamon László szerkesztette kétnyelvű Aurora (1922-23) c. folyóirat, amely a klasszikus értékek kölcsönös megismertetését, fordítások közlését tűzte ki céljául. Még egy Aurora nevű román-magyar írói egyesület létesítését is tervezték, melynek elnökéül Benedek Eleket kérték fel.
Kolozsvárt 1923-ban Culisele – A kulissza címmel indult Leonard Paukerow és Kádár Imre szerkesztésében rövid életű kétnyelvű színházi lap. Miután a Dacoromaniában (1921-48) a kolozsvári román egyetem körül csoportosuló tudósok számos magyar vonatkozású dolgozatot közöltek, épp az egyetem első rektorának, Sextil Puşcariunak a kezdeményezésére, a kölcsönös megismerés, a szellemi kapcsolatok kialakulásának elősegítésére 1924-ben megindult a négynyelvű (román-magyar-német-francia) Cultura c. folyóirat, amelynek magyar anyagát nagy körültekintéssel Kristóf György szerkesztette. A román-magyar együttélés társadalmi-szociálpolitikai vonatkozásait az 1924-ben megindult Societatea de Mâine és Aradi Viktor lapja, A Jövő Társadalma (1925-30) tükrözte. 1926-ban Temesvárt létesült egy román-magyar-német nyelvű Banatul c. folyóirat, mely a bánsági együttélést akarta bemutatni.
Az 1926-ban Marosvécsén megalakult helikoni munkaközösség első összejövetelének IV. határozata szerint elsőrendű kulturális feladatának tartotta a román és erdélyi német irodalom termékeinek kölcsönös megismertetését és átültetését. Majd az 1928-as találkozón Bánffy Miklós beszámolt a román-magyar irodalmi kapcsolatok alakulásáról, egy tervbe vett bukaresti Helikon-estélyről. Az Erdélyi Helikon folyóirat ekkor megfogalmazott programjának 3. pontja kifejezetten a román irodalom ismertetésére, a magyar irodalmat illető állásfoglalások regisztrálására és az erdélyi szellem román nyelvű megnyilvánulásainak számbavételére vonatkozik. 1932 tavaszán a helikoni írók köréből megalakult a PEN Club magyar alosztálya is. A román PEN Clubot ez alkalommal Emanoil Bucuţa főtitkár képviseli, aki ezután több helikoni találkozón is megjelenik vendégként; Bukarestben megjelenő lapja, a Boabe de Grâu (1930-34) különben rendszeresen ismertette a magyar műveket, figyelemmel követte az ESZC és a Erdélyi Helikon tevékenységét, magyar szerzők műveit közölte fordításban.
A célkitűzések ellenére az Erdélyi Helikon román anyaga nem túl gazdag. Elsősorban fordításokat közöltek kortárs román költőkből (Tudor Arghezi, George Bacovia, Lucian Blaga, Emil Isac, Octavian Goga, Ion Minulescu, Ion Pillat, stb.); a tolmácsolók közül kiemelkedik Dsida Jenő, József Attila, Kádár Imre, Szemlér Ferenc. A román próza- és drámafordítások közlése jóval esetlegesebb: mindössze hat novella, drámarészlet a 16 év alatt. Gazdagabb a kritikai és folyóiratszemle rovat. A román anyagot eleinte Kádár Imre, majd Szemlér Ferenc gondozta. Szemlér bemutatta a modern román költészetet (1933/9), elemezte Az ember tragédiája Octavian Goga-féle fordítását (1935/3). A Korunk román anyaga lényegesen bővebb, s az 1930-as években valamivel tervszerűbb is, minthogy a baloldali szerzők műveit igyekszik tolmácsolni, ismertetni.
1927-ben Keresztury Sándor az erdélyi román közművelődést, 1929-ben Aurel Ciupe a román képzőművészetet, 1931-ben Korvin Sándor a modern román regényt, 1935-ben Bálint István a román társadalmi regényt mutatja be. 1939-ben Kovács Katona Jenő arra figyelmeztet, mennyire szervezetlen a román-magyar kulturális közeledés: a román irodalmat rendszeresen tolmácsolják, de a magyart csak ritkán. Az 1930-as években 20 modern költő 64 verse szólal meg magyarul a Korunkban, többször is visszatér a "Mai román költők" gyűjtőcím. A leggyakoribb fordítók Brassai Viktor, József Attila, Kibédi Sándor, Korvin Sándor, Méliusz József, Salamon Ernő, Szemlér Ferenc. Prózát is közölnek többek között Geo Bogzától, Panait Istratitól, Mihail Sadoveanutól, Alexandru Sahiától. A román vonatkozású anyagot főleg Méliusz József gondozta. Különösen emlékezetes a Korunk 1936. februári ún. román száma, amelynek szerkesztésére bukaresti munkatársakat kértek fel, s román baloldali szerzőktől származó hat tanulmányban mutatták be az országban uralkodó állapotokat.
Az 1930-as évek közepén, amikor Románia és Magyarország viszonya elhidegül, sőt feszültté válik, a nagyváradi Familia c. román folyóirat – később váradi hídverés néven ismert – "közeledési mozgalmat" indít. A lapnak már az 1926-tól megjelenő évfolyamai is figyelemmel követték a magyar irodalmat, szellemi életet. 1935-ös ankétjük feltűnést keltett: a román-magyar együttműködésre vonatkozó öt kérdésükre 13 magyarországi és romániai magyar, valamint 12 román vezető értelmiségi küldte el pozitív kicsengésű válaszát. A román-magyar közeledést, kulturális kapcsolatépítést mindnyájan fontosnak tartották. A véleménynyilvánítások fontosságára jellemző, hogy azokat 1946-ban Gáldi László előszavával Kemény G. Gábor románul (Pionerii de la Oradea) és magyarul (A váradi hídverés) is megjelentette Budapesten. A Familia szerkesztősége 1935 őszén román-magyar írótalálkozót kezdeményezett Biharfüreden. Ugyanekkor Nagyvárad polgármestere díjat tűzött ki a két nép barátságát legjobban elősegítő mű írására. A találkozóra azonban Babits Mihály beutazási engedélyének megtagadása s az emiatt támadt sajtóvita légkörében már nem került sor.
A román néppel való testvéri együttélés szükségességét és a népfronti összefogás eszméjét hirdette az 1937 októberében megrendezett vásárhelyi találkozó.
A színházi kapcsolatok terén meglehetősen egyoldalú volt az érintkezés. A magyar társulatok 1920 őszétől kezdve fordításban mutatták be a kiemelkedő román klasszikusok és kortársak darabjait, míg a román színházakban csak elvétve került színre egy-egy világsikernek számító Molnár Ferenc- vagy Lengyel Menyhért-darab. A kolozsvári magyar színház az 1920-as években szinte évente egy-két román darabot vitt színre. Különös esemény volt Lucian Blaga Zamolxéjának 1924-es ősbemutatója, Gyermekkeresztesek c. darabjának 1940. februári előadása. Nicolae Iorga Apáról fiúra c. művének 1925. januári bemutatóján a szerző is megjelent, s 1925 decemberére meghívta a társulatot Bukarestbe. Az 1920-as években a kolozsvári magyar színház operaelőadásain számos román szólista vendégszerepelt.

## A második világháború után
A II. világháború után a román-magyar irodalmi kapcsolatok kettős színezetűek. Egyrészt kétségtelenül a jobb megismerést, a barátságot szolgálják, másrészt kirakatjellegűek. A feszültségek elkendőzésére, ellensúlyozására játsszák ki őket. Az 1980-as években, miközben egyre fokozódik a nemzetiségi elnyomás, a kultúra pártirányítása és a cenzúra szerint már csak a párt és a román nép iránti odaadó hűségről lehet szólni, a román-magyar irodalmi kapcsolatok témakörében pedig egyedül a román irodalom hatásáról a magyar írókra. A jelentősebb román írók és költők, a politikai események évfordulóin, pártkongresszusok idején a lapoknak "román számokat" kell összeállítaniuk; e megkötöttségek mellett a realitásokat kutató kapcsolattörténeti tanulmányok megjelentetésére, valós esztétikai értékű román művek lefordíttatására és kiadására alig van lehetőség.
Még 1945 nyarán mind Budapesten, mind pedig Bukarestben megalakul a Magyar-Román, illetve a Román-Magyar Baráti Társaság, melyeknek élére olyan köztiszteletben álló embereket választottak, mint Kodály Zoltán, George Enescu, Szent-Györgyi Albert, Constantin Parhon. A cél az ellentétek felszámolása és a baráti kapcsolatok kiépítése. Előkészítik az 1947 novemberében aláírt román-magyar kulturális egyezményt. A bukaresti társaság Revista Româno-Maghiară címmel 1948 márciusában lapot is jelentet meg. 1947 tavaszán megszervezik Budapesten a román kultúra hetét, melynek díszvendége Petru Groza román miniszterelnök. A Magyar Népi Szövetség 1945. májusi I. kongresszusától kezdve hangsúlyozza, hogy a romániai magyar írókra hárul a hídépítés feladata a demokratikus Magyarország és Románia között. A Román Tájékoztatásügyi Minisztérium budapesti impresszummal egy – talán Avram P. Todortól származó – propagandafüzetet jelentet meg Román-magyar kultúrkapcsolatok címmel. A füzet jól dokumentált számbavétel, szakember tollára vall. Avram P. Todor ugyanekkor a Sorsunkban (1948/3) is hasonló tematikájú tanulmányt közöl. Ritkábbak az olyan szűk körű "magánkezdeményezések", mint amilyen a debreceni Magyar-Román Társaság megalakítása 1946 áprilisában. Ennek elnöke Karácsony Sándor, vezetőségében részt vesz Kondor Imre, Lükő Gábor, Domokos Sámuel. A tiszteletbeli tagok sorába Tudor Arghezit, Emil Isacot, Avram P. Todort is beválasztják. Keleti Kapu címmel egy mindössze öt számot megért folyóiratot indítanak, melyben kapcsolattörténeti tanulmányokat, fordításokat és bibliográfiát közölnek.
A műfordítások ezt követően, főleg a könyvkiadás államosítása és tervszerűsítése következményeként sokkal rendszeresebbé válnak mind Magyarországon, mind pedig Romániában.
Az elkövetkező 40 év alatt szinte valamennyi klasszikus és jelentősebb román kortárs írónak jelenik meg műve, kötete magyarul. Az 1955-ben megindított Román Klasszikusok sorozat több mint száz címet sorakoztat fel, míg 1981-től a Román Költők sorozat a kortárs költészetet hozza magyar tolmácsolásban. A klasszikus és kortárs magyar irodalom román fordítása is rendszeresebbé válik. Különösen a Kriterion Könyvkiadó megalakulása után a lefordítandó művek kiválasztása átgondolt terv szerint történik, amelyben nem utolsó helyen van új fordítónemzedékek kinevelésének szándéka is. A Biblioteca Kriterion sorozat a romániai magyar, német, ukrán, jiddis szerzők műveinek román fordítását, illetve a rájuk vonatkozó tanulmánygyűjteményeket teszi közzé, neves román írók, tudósok ajánló előszavával.
Különös figyelmet érdemelnek az antológiák. A román népköltészet háború utáni első – kétnyelvű – gyűjteményét Zöld levél (Kolozsvár, 1945) címmel Szabédi László teszi közzé. Ezután hol Budapesten, hol Bukarestben jelennek meg a kötetek, melyek többnyire mindkét ország olvasóközönségéhez eljutnak. Kéki Béla a kortárs román lírából (Budapest, 1947), Emil Giurgiuca Csokonaitól kezdve a teljes magyar lírai költészetből (1947) nyújtott válogatást. Köpeczi Bélának a Vas István segítségével összeállított román költészeti antológiája (Budapest, 1951) még elég hiányos, alig 27 költőt ölel fel, az újabb, 1961-es kiadás viszont már 49 költőt szerepeltet, s a legjobb erdélyi műfordítók tolmácsolásaiból is válogat. A román irodalom magyar megismertetését két nagy vállalkozás tetőzi be. Az egyik az 1961-64 között öt kötetben Mihai Gafiţa és Lőrinczi László összeállításában, V. András János szerkesztésében megjelent több mint negyedfélezer oldalas A román irodalom kis tükre, mely a népköltészettől a kortárs román irodalomig minden jelentős alkotót felsorakoztat. A másik Faragó József és Kiss Jenő közös román balladasorozata, melynek öt kötete 1963-1976 között jelent meg, majd az öt kötetből 1985-ben Pe pârâu de rouă – Rétek harmatában c. kétnyelvű válogatás készült. Így elmondhatni, hogy magyarul hozzáférhető a román irodalom megközelítően teljes hagyatéka. Ezt a skálát még néhány más antológia (Építő Amfion. Fiatal román költők, 1967; A kő bölcsessége a keménység. Román aforizmák, 1967) és magyarországi válogatás teszi teljesebbé: Mai román elbeszélők (1953), Román elbeszélők (1965), Az esti futár (Mai román egyfelvonásosok, 1966), Különös látogatás (Mai román elbeszélők, 1968). Ezekhez járul Franyó Zoltán műfordító életművének a kortárs román költőket bemutató kötete (1965), valamint a népköltészeti műfaji válogatások: Kihajtott a bükk levele (Román népballadák és népdalok. Bukarest-Budapest, 1961), Aranyhajú testvérek (Romániai népmesék, 1964), Hej, zöld levél (Román népdalok, 1966), továbbá a régi magyar kéziratos énekeskönyvekben fennmaradt román világi dalok gyűjteménye (Égő lángban forog szívem. Kolozsvár, 1972).
A magyar irodalom román tolmácsolása nehézkesebben bontakozott ki. A 28 kortárs magyarországi költőt bemutató Poezia maghiară contemporană (1954) mellett Eugen Jebeleanu két kiadást is megért fordításkötete (1949, 1956) közvetítette a klasszikusokat. A romániai magyar líra 17 képviselője a Poeţi maghiari din R.P.R. (1955) c. antológiában szólalt meg románul. De rengeteg alkalmi, tematikus antológia is készült, melyekben – szinte kötelezően – szerepeltetik a romániai magyar költőket is néhány verssel. A székely népmesekincsből Faragó József válogatása alapján készült fordításkötet, Nunta tătîne-meu (1962) címmel. Végül itt is megszületik a tervszerűen összeállított harmadfélezer lapos Antologia literaturii maghiare (1965-69) c. átfogó összeállítás, amely négy kötetben, a népköltészettől Radnóti Miklósig terjedően fogja át a magyar irodalmat (sajnos, az "élő klasszikusok"-at bemutató záró kötet már nem készül el, s egy ilyen válogatás megjelenésére mai napig sem került sor). A válogatás Lőrinczi László, Majtényi Erik, Szász János, a szerkesztés Constantin Olariu munkája. Már a Biblioteca Kriterion sorozatban kerül sajtó alá Costa Carei klasszikus magyar költőket tolmácsoló kötete: Să cauţi forma (1974).
A kapcsolatvizsgáló és -építő önálló tanulmányok, kötetek csak lassan állnak össze, s többnyire magyar szerzők munkái. Heszke Béla a román-magyar irodalmi kapcsolatokról egyetemi jegyzetet állít össze (Budapest, 1952), Pálffy Endre megírja a román irodalom történetét (Budapest, 1961), megjelenik Kakassy Endre Eminescu- (1962) és Sadoveanu-monográfiája (ez utóbbi a szerző halála után, 1964-ben); Gáldi László Eminescu stílusáról ír románul (1964). 1966-ban indul az a bibliográfiai sorozat, mely végre biztos hátteret, alapot nyújt minden további tudományos kapcsolatkutatáshoz. Domokos Sámuel szerkesztésében A román irodalom magyar bibliográfiája : 1831-1960. (1966), illetve 1961-1970 (1978), valamint a közben elhunyt Réthy Andor és Váczy Leona összeállításában, Köllő Károly bevezető tanulmányával a Magyar irodalom románul. 1830-1970 (1983) c. könyvészeti alapvető munkák. Ezekhez járul még Dorothea Sasu-Zimmermann Petőfi în literatura română. 1849-1973 (Petőfi a román irodalomban. 1980) c. analitikus bibliográfiája. Számos, az első világháború végéig terjedő időszakra vonatkozó elfelejtett kapcsolattörténeti adatot tartalmaz a Román Akadémia által megjelentetett Bibliografia relaţiilor literaturii române cu literaturile străine în periodice c. könyvészet (1980-85), amely három kötetben az 1859-1918 közötti román periodikák idegen irodalmakból fordított és azokra vonatkozó anyagait dolgozza fel, az 1997-ben elindított új sorozat pedig az 1919-1944 közötti évtizedek sajtójának hasonló feldolgozását ígéri, kiegészítve így számos adattal a bukaresti Akadémiai Könyvtár állománya alapján Réthy Andor és Váczy Leona bibliográfiáját.
Az újabb magyar-román néprajzi könyvészetet (1946-1982) Faragó József közli a Népismereti Dolgozatok 1983-as kötetében. Igen átfogó körképet nyújt a magyar-román irodalmi kapcsolatokról Beke György magyarul és románul is megjelent, 56 írót felsorakoztató interjúkötete: Tolmács nélkül (1972), Fără interpret (1972). Az erdélyi lexikonok is tartalmaznak az irodalmi kapcsolatokra utaló adatokat. Már az Osvát Kálmán-féle Erdélyi Lexikon (Nagyvárad, 1928) is bővelkedett ilyen adatokban, a magyar kultúrához kapcsolódó román személyeket is szerepeltet. Marian Popa kortárs irodalmi lexikonának (Dicţionar de literatură română contemporană) már az első kiadásában (1971) is számos magyar szerző szerepelt, de a második, javított kiadás (1977) 98 magyar író és 3 irodalmi folyóirat adatait közli.
Az 1960-as évek végétől több olyan összegző tanulmány- és cikkgyűjtemény jelenik meg, melyekben kapcsolattörténeti és komparatisztikai anyag található. Szabédi László kötetében (Kép és forma. 1969) I. Budai-Deleanu és Mihai Eminescu költészetéről, a Csehi Gyuláéban (A baloldali forrásvidék. 1973) Constantin Dobrogeanu-Ghereáról olvashatunk. Kovács János Azonos hullámhosszon (1973) c. könyve már kifejezetten kapcsolattörténeti dolgozatokat is tartalmaz. Hasonló jellegű, a komparatisztikát szintén felölelő Dávid Gyula (Találkozások. Kolozsvár, 1976) és Köllő Károly (Két irodalom mezsgyéjén. 1984) c. kötete. Magyar részről ők a kapcsolatkutatás legelhivatottabb művelői. Román részről Nicolae Balotă Scriitori maghiari din România : 1920-1980 (1981) c. tanulmány- és portrégyűjteménye, valamint Avram P. Todor Confluenţe literare româno-maghiare (1983) c. kötete tanúskodik szerzőjük elkötelezettségéről. Mózes Huba Forrása rég fakadt... (1985) c. könyvében is több a román vonatkozású írás; József Attila román (1972), Emil Isac (1986) és Mihai Eminescu (1989) magyar irodalmi kapcsolatairól külön köteteket állított össze. Kiss Jenő műfordítói tapasztalatairól számol be cikk- és emlékezés-gyűjteményében (A műfordító emlékeiből. 1986).
A Politikai Könyvkiadó 1972-ben Testamentum címmel külön könyvsorozatot indított a múltbeli román-magyar kapcsolatok bemutatására. Elsőként Kemény G. Gábor Mocsáry Lajos-kötete (1972) jelent meg; irodalmi vonatkozásai miatt kiemelendő még a Kovács Ferenc gondozta Bitay Árpád-kötet (1977).
1984-ben az Eötvös Loránd Tudományegyetem román szakos professzorának, Domokos Sámuelnek a tiszteletére jelent meg Budapesten a Magyar-román filológiai tanulmányok c. félezer oldalas emlékkönyv. A professzor kapcsolatkutató munkásságának bibliográfiája mellett 50 tanulmányt és visszaemlékezést közöl román, magyar, német, francia és angol nyelven, többségük kapcsolattörténeti vonatkozású.
Valamennyi lapunk, folyóiratunk az 1940-es évek második felétől kezdve közölt román vonatkozású anyagot: fordításokat, kapcsolattörténeti írásokat. Több-kevesebb rendszerességgel főleg az erdélyi román folyóiratok közöltek magyarból készült tolmácsolásokat, ismertették a kiemelkedő köteteket. Az 1946-ban meginduló Utunk 8. számában Jancsó Elemér Ady és Ion Luca Caragiale román-magyar közeledési kísérletéről közöl tanulmányt. Az ekkoriban indított "Együtt élünk" rovat a kölcsönös megismerést szolgálta. Arghezi-, Eminescu-, Sadoveanu-számokat jelentettek meg. Dávid Gyula, Engel (Köllő) Károly, Jancsik Pál, Kakassy Endre, Ion Oarcăşu, Mózes Huba, Mircea Popa, Szabédi László számos írása kapcsolattörténeti jellegű.
Mózes Huba 1981-ben elemezte az Utunk megelőző tíz évének román anyagát (1981/28). Hatvan román költő verseit közölték többnyire Franyó Zoltán, Lászlóffy Csaba, Létay Lajos, Király László, Veress Zoltán, Kiss Jenő, Kányádi Sándor, Jancsik Pál fordításában. Hat-nyolc próza- és két színműíró tolmácsolását találta a lapban. Értekező szöveget közöltek Adrian Marinótól, Ion Oarcăsutól, Ion Vladtól és Mircea Zaciutól. Külön oldalt szenteltek a Tribuna költőinek és Kolozsvár román lírájának, összeállításban emlékeztek meg az Arghezi- és Eminescu-évfordulókról. A román regények és verseskötetek ismertetését leggyakrabban Izsák József, Kántor Lajos, Dávid Gyula, Lászlóffy Aladár és Csiki László jegyezte, román színielőadásokról Jánosházy György számolt be.
Az Igaz Szóban kevesebb a tanulmány, Izsák József, Faragó József, Dávid Gyula, Veress Zoltán a gyakoribb szerzők. Nagyon gazdag mind a klasszikusokat, mind pedig a kortársakat bemutató fordításanyag, közölnek román regényrészleteket is. A legtöbbször szereplő fordítók Deák Tamás, Franyó Zoltán, Jánosházy György, Kányádi Sándor, Kiss Jenő, Székely János, Szemlér Ferenc, Szilágyi Domokos, Tóth István. A folyóirat különszámban mutatta be a fiatal román költőket (1959/5), az új román irodalmat (1959/10), emlékszámot hoztak ki Eminescu, Coşbuc, Creangă, Alecsandri, Bălcescu évfordulói alkalmából.
1957-től, új folyamának megindításától kezdve a Korunk vállalta magára legkövetkezetesebben a kapcsolatápolás szerepét. Az első évfolyamok szinte mindegyik számában találunk idevágó írást Szemlér Ferenc, Corneliu Codarcea, Veégh Sándor, Faragó József, Engel Károly, Balla Ernő, Kakassy Endre, Vita Zsigmond, Dánielisz Endre tollából. A későbbiekben Dávid Gyula, Kántor Lajos, Szász János, Szilágyi Júlia ír román-magyar vonatkozású cikkeket. Rendszeresen közölnek román szerzők tollából is tanulmányokat, néha pedig versfordításokat. Az 1973-tól megindított Korunk Évkönyvek közül az 1974-es sajtótörténeti jellegű, a sajtókapcsolatok köréből közöl több dolgozatot, az 1979-es Évkönyvben jelenik meg Nicolae Dunăre Román-magyar-szász etnokulturális kapcsolatok c. tanulmánya. Az 1970 óta megjelenő A Hét a román-magyar kapcsolatok történelmi múltját és jelen gyakorlatát bemutató írásokat ad közre, kitér a román irodalmi élet fontosabb eseményeire.
Az 1960-as évek végének átmeneti politikai nyitása lehetővé tette közép- és főiskolai diáklapok indítását. Ezek közül azok, amelyek nyelvileg vegyes intézetekben jelentek meg, többnyelvűek. Kuszálik Péternek az 1940-1989 közötti romániai magyar sajtót felölelő bibliográfiája adatai szerint a számba vett diáklapok (57 cím) közül 45 a kétnyelvű, s ebből 12 csak szórványosan közöl magyar nyelvű anyagot is. Így a kolozsvári Fiatal Szívvel magyar, román és német, az ABC, a sepsiszentgyörgyi Aurora, Gyökerek, a szatmárnémeti Diákszó, a temesvári Juventus, a kézdivásárhelyi Zorile-Ébredés többnyire magyar és román cikkeket közölt, ápolva a közös hagyományokat. A marosvásárhelyi OGYI Aesculap c. diáklapja szintén három-, a pedagógiai főiskoláé, az Athenaeum kétnyelvű volt. Különösebb művelődéstörténeti jelentőségre csak az 1968-ban indult Echinox, a kolozsvári egyetemisták fóruma tett szert nem csak a román oldalak közé ékelt magyar és német oldalak révén, hanem egy olyan szellemiség kifejezőjeként, amelyben egymásra találhattak a fiatal nemzedékeknek a rendszerrel egyre inkább szembekerülő képviselői. A folyóirat különben gyakran közölt kölcsönös versfordításokat is.
A színházi kapcsolatok az 1950-es évektől rendezetté, mondhatni felülről irányítottá váltak. A hat magyar társulat szinte kötelező jelleggel évente egy-egy román szerzőtől származó darabot is bemutatott. Román rendezők, díszlettervezők gyakran szerepeltek a magyar társulatok darabjainak színrevitelénél. Egy-egy kimagasló magyar művész, mint Kovács György, Harag György a román társulatoknál is megbecsült vendégszereplő, rendező volt. Egy-egy színész, mint Bisztrai Mária, Csiky András, Fábián Ferenc, Kovács György, Lohinszky Loránd, Sebők Klára, Széles Anna, román filmekben is főszerepet kapott. 1971-től a Román Televízió magyar adása is rendszeresen szolgálja az irodalmi-művelődési kapcsolatokat. 1972-ben például a magyar irodalom legjobb román fordítóit mutatták be sorozatban és magyar színielőadásokat román felirattal.

## 1989 után
Az 1989-es romániai forradalom után, a kezdeti átmeneti összefogást, kapcsolatkeresést követően a politika hatására elhidegülés állott be. Az irodalmi kutatások terén is háttérbe szorult az érintkezések keresése, minimálisra csökkent a kölcsönös fordítások száma (akárcsak a román, illetve magyar irodalmi témájú könyveké, amelyeknek kiadása szinte áthidalhatatlan anyagi akadályokba ütközik. Az ok lehet egyfajta "ellenhatás" is az 1980-as években túlhajszolt, felső utasításra idealizált kapcsolatábrázolásra, a politikai elvárások szerint erőltetett fordításirodalomra. De emellett az 1990-es években kimondottan a kapcsolatépítéssel ellentétes tendenciák is jelentős teret kaptak a román sajtóban, televíziós csatornák műsoraiban. Könyvek sorát jelentették meg "a magyar veszély leleplezése" céljával, fenntartandó "a nemzeti éberséget". Ez a túlpolitizált légkör természetesen nem kedvez a román-magyar irodalmi kapcsolatok becsületes építő törekvéseinek s szintén hozzájárul a román-magyar irodalmi kapcsolatok körébe sorolható könyvek, folyóiratanyagok számának megritkulásához, visszhangtalanságához.
Az 1990-es években a Kriterion Könyvkiadó folytatta ez irányú korábbi tevékenységét: megjelentette Köllő Károly román-magyar kapcsolattörténeti tanulmánykötetét (Confluenţe literare. 1993), amelyet a cenzúra az 1980-as évek közepén félretétetett; a fiatal román költők szintén leállított magyar nyelvű antológiáját (Hajónapló. 1990); kétnyelvű kiadásban kiadta József Attila 32 versét Paul Drumaru fordításában (1996), s kétkötetes válogatásban Paul Drumaru magyar fordításait (Transland. 1999), amelyben a fordító Adytól Kovács András Ferencig ölelte át a modern magyar lírát; A Szfinx válaszol címmel László Ferenc kötetet állított össze az Enescuval készített interjúkból (1995), ugyanakkor a kiadó új, Gordiusz c. sorozatában megjelentette Borsi Kálmán Béla könyvét (Illuzió és ismétléskényszer. 1995) a 19. század derekának magyar-román kapcsolatairól s Lucian Boia románul nagy visszhangot kiváltott kötetét (Történelem és mítosz a román köztudatban. 1999). A kolozsvári Daciánál megjelent a magyar irodalom szorgalmas fordítója, az Áprily Lajost, Kosztolányi Dezsőt is tolmácsoló Petre Şaitiş kétnyelvű, román-magyar balladafordítás kötete és Mircea Popa tanulmányainak válogatása (Apropieri literare şi culturale româno-maghiare. Kolozsvár, 1998); a Polis Könyvkiadó Gelu Păteanu fordításában Kovács András Ferenc gyermekverskötetét adta ki (Cântec şui. Kolozsvár, 1994). A Korunk két nagy válogatást is eljuttatott az olvasókhoz román fordításban a folyóiratban közölt tanulmányokból, cikkekből (Cumpăna 1994; Cumpăna 1996), s évek óta a kolozsvári Apostrof c. folyóirattal közös rendezvényeken állítja témaközpontba a román-magyar irodalmi kapcsolatok különböző problémáit, közös múltunk közös mozzanatait. Jelzésértékű, bár szórványos néhány bukaresti vagy vidéki román kiadó érdeklődése a román-magyar irodalmi kapcsolatok körébe eső művekkel kapcsolatban: a temesvári Helicon Kiadóé, amely megjelentette a iaşi-i fordító, N. I. Pintilie nagyszabású (közel 800 oldalas) román Petőfijét, a kolozsvári Pro Media Kiadóé, amely vállalta Gavril Scridonnak az 1980-as években a cenzúra által leállított romániai magyar irodalomtörténetét (Istoria literaturii maghiare din România. Kolozsvár, 1996), a bukaresti Univers Kiadóé, amely Pomogáts Béla válogatásában, nagyrészt Gelu Păteanu fordításában egy Adytól Ottlik Gézáig tekintő irodalmi antológiát jelentetett meg (Budapesta literară şi artistică. 1998 = Caiete Europene); a szintén bukaresti Pythagora Kiadóé, amely I. Tóth Zoltánnak Az erdélyi román nacionalizmus első százada. 1697-1792 c. könyvét tette hozzáférhetővé Maria Someşan fordításában (2001).
Az irodalmi sajtóban is nyomon követhető a román-magyar irodalmi kapcsolatok tematikájának folytonossága. A teljesség igénye nélkül említhetők a Helikonból Mircea Popa tanulmányai a brassói Axente Banciu két háború közötti kezdeményezéseiről (1991/12), Sadoveanu és Móricz (1992/21), Lucian Blaga és a magyar irodalom (1991/18) kapcsolatairól. Kovács Ferenc Iorga és Bitay Árpád "történelmi kézfogásá"-ról (1992/10), Faragó József Köpeczi Béla román népköltési gyűjteményéről (1993/3) ír, Miskolczy Ambrus A mioritikus tér mítosza c. könyvét Lászlóffy Aladár (1995/8), Eszmék és téveszmék c. könyvét Gáll Ernő (1996/2) mutatja be; a Látó 1992/5. számában Bizantinizmus és ortodoxia címmel egész szöveggyűjtemény jelenik meg a modern román gondolkodás jeleseinek e témával kapcsolatos írásaiból Ciorantól Andrei Corneáig; ugyanitt közli a folyóirat Bogdán László esszéjét Cioran naplójáról és Borsi Kálmán Béla tanulmányát A román reformnemzedék bölcsőjénél címmel; a Korunkban Kovács Ferenc felsorakoztatja Széchenyi István román kapcsolatainak eseményeit (1991/9), Gajdos Balogh Attila a transzilvanizmus román visszhangjának egy epizódját újítja fel (1991/10), Kántor Erzsébet azt tekinti át, hogyan látták a román írók Erdélyt (1991/10); itt jelenik meg Andrei Pippidi Román-magyar irodalmi találkozások (1997/1) és Csaplár Ferenc Kassák és a román avantgárd c. tanulmánya (2000/4).